# Дети шпионов
«Дети шпионов» (англ. Spy Kids) — американский шпионский комедийный боевик 2001 года режиссёра, сценариста и монтажёра Роберт Родригес, который был сопродюсером фильма вместе с Элисабет Авельян. В главных ролях Алекса Вега, Дэрил Сабара, Дэнни Трехо, Антонио Бандерас, Карла Гуджино, Алан Камминг, Тери Хэтчер, Чич Марин, Роберт Патрик, Тони Шалуб и Майк Джадж.
Это первый фильм одноимённой серии фильмов. Фильм был выпущен в США 30 марта 2001 года компанией Dimension Films. Он заработал 147 миллионов долларов по всему миру и имеет на «Rotten Tomatoes» рейтинг 93%. Фильм был номинирован за лучший фэнтези-фильм на 28-й церемонии вручения премии «Сатурн», но проиграл фильму «Властелин колец: Братство Кольца».
Было выпущено четыре сиквела: «Дети шпионов 2: Остров несбывшихся надежд» (2002); «Дети шпионов 3: Игра окончена» (2003), «Дети шпионов 4D» (2011) и «Дети шпионов: Армагеддон» (2023). Мультсериал, основанный на фильмах «Дети шпионов: Критически важные» вышел в 2018 году. Родригес также срежиссировал фильмы «Мачете» (2010) и «Мачете убивает» (2013), являющиеся ориентированными на взрослую аудиторию спин-оффами о Мачете Кортесе; Родригес подтвердил, что фильмы о Мачете разворачиваются в альтернативной вселенной. 
В 2024 году фильм был признан национальным достоянием и внесён в Национальный реестр американских фильмов в Библиотеке Конгресса.

## Сюжет
Грегорио и Ингрид Кортес — бывшие секретные агенты из враждующих спецслужб, которые полюбили друг друга, вышли в отставку и завели детей, Кармен и Грегорио-младшего (Джуни). Маскируя свое прошлое за сказками на ночь, родители, тем не менее, продолжают следить за ситуацией в мире. Однако дети начинают тяготиться размеренной школьной жизнью: Кармен считает, что заслуживает большего, а Джуни постоянно задирают, несмотря на наставления отца.
Внезапное сообщение о череде пропавших бывших коллег Грегорио заставляет родителей заняться расследованием. Подозрения падают на известного телеведущего Фегана Флупа, который вскоре ловит старших Кортесов, чтобы выведать у Грегорио некий правительственный секрет. Его роботы-помощники тем временем пытаются поймать Кармен и Джуни, которым при помощи подставного родственника, агента Феликса Гамма, удаётся скрыться. На мини-субмарине дети добираются до секретного убежища родителей, где от их коллеги, мисс Граденко, узнают секрет Флупа: пропавшие агенты были превращены инфантильным телеведущим в монстров - звёзд телешоу. Вскоре, однако, Джуни разгадывает двуличность Граденко и вместе с сестрой скрывается в ближайшем городе.
В это время Грегорио раскрывает Ингрид причину интереса Флупа к его прежней работе. Когда-то старший Кортес состоял в секретной научной группе, разрабатывавшей искусственный интеллект нового поколения, который пришлось уничтожить из-за его опасности в недобрых руках. Грегорио, однако, сохранил единственный образец технологии, именуемый "Третий мозг". Флуп намерен заполучить эту технологию, чтобы включить её в процесс создания армии детей-роботов, заменяющих собой свои живые прототипы. Два таких робота - дубликаты Кармен и Джуни - вскоре сталкиваются с оригиналами и забирают "Третий мозг", который дети ранее случайно нашли в убежище.
Новоиспеченные шпионы решают обратиться за помощью к своему дяде - инженеру Исидору "Мачете" Кортесу, который по неизвестным причинам с давних пор не ладит с братом. Вооружившись новейшими разработками и на сверхбыстром самолете дети добираются до штаб-квартиры Флупа, где того к тому времени уже сместил его амбициозный помощник Александр Миньон, ранее работавший вместе с Грегорио в одной группе и уволенный за корыстность. Дети и родители воссоединяются и совместными усилиями противостоят готовой армии роботов, заказанной Миньону злобным мистером Лиспом. Ранее освобожденный Флуп, которого Джуни считал своим кумиром, благодаря юному шпиону изменил свои взгляды и успел перепрограммировать роботов, лишив Лиспа и Миньона контроля над ними. 
Кармен и Джуни теперь официально работают в одном агентстве с родителями как шпионы, Грегорио помирился с Исидором, а Флуп, прислушавшись к совету Джуни, сделал роботов-двойников героями своего шоу. 
Перед финальными титрами на приглашение директора агентства Девлина участвовать в очередной секретной миссии, адресованное только Кармен и Джуни, соглашаются все Кортесы.

## В ролях
| Актёр            | Роль                            |
| ---------------- | ------------------------------- |
| Алекса Вега      | Кармен Кортес                   |
| Дэрил Сабара     | Грегорио Кортес-младший (Джуни) |
| Антонио Бандерас | Грегорио Кортес                 |
| Карла Гуджино    | Ингрид Кортес                   |
| Алан Камминг     | Феган Флуп                      |
| Дэнни Трехо      | Исидор Мачете Кортес            |
| Тони Шалуб       | Александр Миньон                |
| Чич Марин        | Феликс Гамм                     |
| Тери Хэтчер      | мисс Граденко                   |
| Джордж Клуни     | Девлин                          |
| Роберт Патрик    | мистер Лисп                     |
| Майк Джадж       | Доннагон / Доннамайт            |

## Выпуск
Дети шпионов театрально показали в 3 104 местах 30 марта 2001 года, заработав за первые выходные 26 566 881 долларов и заняв первое место в кассовом сборе в Северной Америке. В течение трёх недель он занимал первое место, пока не вышел фильм «Дневник Бриджит Джонс», который также был снят Miramax-ом. Фильм в конечном итоге собрал 112 719 001 доллар в Соединённых Штатах и Канаде, и 35 215 179 долларов за границей, во всем мире в общей сложности 147 934 180 долларов.
По оценке Rotten Tomatoes, фильм имеет 93%-й счёт одобрения на основе 126 обзоров и среднего рейтинга 7.2 из 10. Критический консенсус сайта гласит: «Кинетический и весёлый фильм, который несомненно, взволнует детей всех возрастов». Согласно Метакритик, 71 из 100 счетов на основе 27 обзоров, что говорит о «положительных отзывах».
Мик Ласаль San Francisco Chronicle написал следующие слова о фильме : «Это интересно и безобидно, редкая комбинация в детских фильмах». 

## Награды и премии
- 2022 — Премия ALMA в номинации «Выдающийся режиссёр кинофильма» (Роберт Родригес)
- 2022 — Премия ASCAP (категория «Фильмы и Телевидение») в номинации «Лучшие кассовые фильмы» (Джон Дебни)[13]

## Критика
На сайте-агрегаторе Rotten Tomatoes фильм держит 93 % «свежести» со средним рейтингом 7,3/10, что основано на 131 отзыве критиков. Критики сайта считают: «Веселый фильм, который обязательно понравится детям всех возрастов». На Metacritic рейтинг фильма составляет 71 балл из 100, что основано на 27 рецензиях критиков, выражающих «в основном положительные отзывы». Роджер Эберт из Chicago Sun-Times поставил фильму 3,5 звезды из 4 и назвал его «сокровищем». Он написал: «Такие фильмы, как «Дети шпионов» — большая редкость. Семьи часто вынуждены смотреть тупейшие фильмы, такие как «Агент по кличке Спот» — фильмы, которые учат пошлости как ценности». «Дети шпионов» — это умный, оптимистичный, счастливый фильм, в котором никто не катается в собачьих какашках...».